# Hazelaarkorstkogelzwam
De hazelaarkorstkogelzwam (Biscogniauxia anceps) is een zakjeszwam die behoort tot de familie Xylariaceae. Hij leeft saprotroof op schors van takken of stammen van verschillende bomen en struiken van de Corylus, meestal de hazelaar (Corylus avellana).

## Kenmerken

### Uiterlijke kenmerken
De Stromata meten 5 tot 25 mm in diameter.

### Microscopische kenmerken
De hazelaarkorstkogelzwam is de enige Europese soort uit het geslacht Biscogniauxia waarvan bekend is dat ze tweecellige ascosporen heeft. De ascosporen zijn breed ellipsoïde, ingesnoerd bij septum en meten 14-18 × 7-9 µm. De grotere cel is hyaliene tot minder vaak donkerbruin, de kleinere cel hyaliene.

## Verspreiding
De hazelaarkorstkogelzwam komt hij voor in Europa (Spanje, VK, Frankrijk, Nederland, Zwitserland), Afrika (Gibon) en Azië (Iran). In Nederland komt hij zeer zeldzaam voor. 